# ヤン・イングル

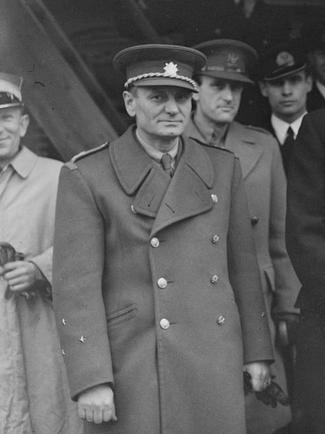
Jan Sergěj Ingr - 1940

ヤン・イングル（チェコ語:Jan Sergej Ingr；1894年9月2日 - 1956年6月17日）は、チェコスロバキアの軍人、外交官。大将。第二次世界大戦中、チェコスロバキア亡命政府の国防相、国軍総司令官を務めた。
ヴシュコフ近郊のヴルコシュ出身。第一次世界大戦勃発後、ロシア帝国軍に志願し、1917年、セルビア義勇師団に編入された。ボリシェヴィキの権力掌握後、ムルマンスクに逃亡し、イギリス、後にフランスに亡命し、チェコ軍団部隊の編成を始めた。西部戦線で戦闘に参加。
チェコスロバキア独立後、自分の連隊と共にチェコスロバキア軍に編入された。1919年、パリの参謀本部将校課程を修了し、参謀本部作戦課で勤務。同年、スロバキアでハンガリー軍との戦闘に参加。1921年から高等軍事学校講師、その後、プラハ管区作戦班長、参謀次長、第3軍団副軍団長を歴任した。1938年に中将に昇任、同時に第3軍団長に就任した。
ドイツ軍のチェコ侵入後、「国民防衛」を創設し、A.エリアシュ将軍と連絡を維持した。1939年6月、国を離れてフランスに亡命し、亡命チェコスロバキア軍の編成を始めた。1940年～1944年、チェコスロバキア亡命政府国防相。1944年～1945年、チェコスロバキア国軍総司令官。
1945年6月6日に大将に昇任している。退役した後、1947年8月27日にチェコスロバキア大使としてデン・ハーグに赴任、以後、外交業務に移る。パリで死去。